# سيفاكا بيريري
سيفاكا بيريري (الاسم العلمي: Propithecus perrieri) (بالإنجليزية: Perrier’s Sifaka)‏ هي نوع من الحيوانات تتبع جنس السيفاكا من الفصيلة الإندرية.